# دراسات الترجمة
دِرَاسَاتُ اَلْتَرْجَمَةِ (بالإنجليزية: Translation studies) تُعدّ دراسات الترجمة أحد الفروع الأكاديمية متداخلة الاختصاصات، والتي تتناول الدراسة المنهجية لنظرية الترجمة، ووصف الترجمة، وتطبيقها، بالإضافة إلى الترجمة الشفوية والتوطين، وكما أن دراسات الترجمة تُعدّ ذات فروع متداخلة الاختصاصات، فإنها تستمد الكثير من مختلف مجالات الدراسات التي تدعم الترجمة، وتشمل هذه الدراسات الأدب المقارن، وعلوم الحاسوب، والتاريخ، وعلم اللغويات (اللسانيَّات)، بالإضافة إلى فقه اللغة، وعلم الفلسفة، وعلم العلامات (السيمياء)، وعلم المصطلحات.
كان العالم الأمريكي جيمس إس. هولمز هو من استحدث مصطلح (دراسات الترجمة) في بحثه الذي بعنوان «تسمية دراسات الترجمة وطبيعتها» والذي يُعدّ البيان التأسيسي لعلم الترجمة، ويستخدم الكُتَّاب في اللغة الإنجليزية مصطلح علم الترجمة في بعض الأحيان للإشارة إلى دراسات الترجمة.
تسمى دراسات الترجمة أحيانًا عِلْمُ اَلْتَرْجَمَةِ (translatology)، ويقل شيوع المصطلح الإنجليزيّ (traductology)، كما يطلق عليها في الفرنسية (traductologie) من الجمعية الفرنسية لدراسات الترجمة المسمّاة (Société Française de Traductologie)، ويُفضّل مصطلح دراسات الترجمة والترجمة الشفوية في الولايات المتحدة؛ ولعل ذلك سبباً لتسميتهم الجمعية الأمريكية لدراسات الترجمة والترجمة الشفوية (American Translation and Interpreting Studies Association) بالرغم من ضمّ الأوروبيين الترجمة الشفوية في دراسات الترجمة، كما في اسم الجمعية الأوروبية لدراسات الترجمة (European Society for Translation Studies).

## تاريخها

### الدراسات القديمة
والمفتّش في تاريخ الترجمة ودراستها يدرك أنها كانت ولوقت طويل دراسات معيارية (أي أنها كانت ترشد المترجمين للطريقة الصحيحة للترجمة) لدرجة أن المناقشات غير المعيارية للترجمة لم تُعّد ذات علاقة بالترجمة إطلاقاً. عندما تتبع مؤرخو دراسات الترجمة الفكر الغربي القديم للترجمة وجدوا في الغالب أن بدايتها في استخدام شيشرون للترجمة من اليونانية إلى اللاتينية لتحسين قدراته الخطابية، ثم جاء بعده القديس جيروم وسمّى ترجمته تلك بالترجمة الحرة. ولا ينظرعادةً للتاريخ الوصفي للمترجمين الشفويين في مصر، الذي قدمه هيرودوتس قبل عدة قرون، على أنه دراسات ترجمة وذلك احتمالاً لأنه لا يرشد المترجمين لكيفية الترجمة. أما بالنسبة للصين فإن النقاش حول كيفية الترجمة نشأ مع ترجمة السوترا البوذية خلال عهد الأسرة الحاكمة تشو.

### دعوات لتأسيس فرع أكاديمي متخصص
خلال المؤتمر الثاني للسلافية الذي أقيم في موسكو عام 1958، نشأ جدل حول المناهج اللغوية والأدبية للترجمة وقد تم التوصل لاقتراح، وهو أنه من الأفضل أن يكون هناك علم مستقل يتم من خلاله دراسة جميع أشكال الترجمة دون ان ينصب التركيز بشكل كامل على الدراسات اللغوية أو الأدبيه، وفي الأدب المقارن طُوِّرَت ورش عمل الترجمة في فترة الستينيات وذلك في بعض الجامعات الأمريكية مثل جامعة أيوا وبرنستون. كما بدأ ظهور دراسات الترجمة المنهجية لغوية التوجه في فترة ما بين الخمسينيات والستينيات، وفي عام 1958م أجرى كل من جين پول ڤيني وجين داربلنيه مقارنة تقابلية بين اللغتين الفرنسية والإنجليزية في مدينة كيبيك، وفي عام 1964م نشر يوجين نايدا كتابه بعنوان «نحو علوم الترجمة» وهو دليل لترجمة الإنجيل متأثر نوعاً ما بنظرية تشومسكي للنحو التوليدي، وقد وضع جون سي كاتفورد نظرية الترجمة من منظور لغوي عام 1965م. في فترة الستينيات وأوائل السبعينيات عمِلَ كل من الباحث التشيكي ييري ليفي والعالمين السلوفاكيين انطون بوبوفيتش وفرانكتيشك ميكو على تحديد أساليب الترجمة الأدبية من لغة إلى لغة أخرى. وقد جُمِعت هذه الخطوات الأولية للترجمة الأدبية في بحث جيمس اس هولمز في المؤتمر الدولي الثالث للغويات التطبيقية المنعقد في كوبنهاغن في عام 1972م، حيث طلب هولمز في بحثه «تسمية دراسات الترجمة وطبيعتها» تأسيس فرع مستقل واقترح تصنيف الحقل، وسيستعرض الباحث جدعون توري فيما بعد في كتابه دراسة الترجمة الوصفية وما بعدها خارطةً بصريةً لمقترح هولمز.

### ازدهار دراسات الترجمة
تطورت دراسات الترجمة تطوراً مطرداً في السنوات التالية حيث ظهر في فترة الثمانينيات والتسعينيات نموذجان جديدان مختلفان تماماً عن البحث السابق القائم على التكافؤ.
وتهدف دراسات الترجمة الوصفية (وهو مصطلح استحدث بعد كتاب دراسات الترجمة الوصفية وما بعدها لتوري عام 1995م) إلى بناء نظام وصفي تجريبي لملء فراغات خارطة هولمز. كما طوَّر الشكليون الروسيون في أوائل القرن العشرين الفكرة التي تنطوي على إمكانية تطبيق منهجية علمية على النتاجات الثقافية ثم حوَّرها عدة باحثون متخصصون في الأدب المقارن، كما طبقت آنذاك في مجال الترجمة الأدبية. وكانت نظرية النظم التعددية لـ (إيفن زوهار 1990م) جزء من ذلك التطبيق حيث يعتبر الجزء الأدبي المترجم نظام فرعي من نظام الأدب المصدر أو الهدف. تستند نظرية جدعون توري على ضرورة اعتبار الترجمات أنها «حقائق لثقافة اللغة الهدف» تحقيقا لأغراض البحث. كما تطور مفهومي التلاعب والمحسوبية فيما يتعلق بالترجمات الأدبية.
ومن ناحية أخرى فقد ظهر نموذج آخر في نظرية الترجمة في أوروبا عام 1984م، حيث شهِدَ ذلك العام نشِر كتابين باللغة الألمانية وهما: كتاب أسس النظرية العامة للترجمة بقلم كاترينا رايس (تكتب ريس أيضاً) وهانس ڤيرمير وكتاب العمل الترجمي (بالألمانية Translatorisches Handeln) بقلم جوستا هولز مانتاري، كما ظهر من هذين الكتابين ما يعرف باسم نظرية الهدف في الترجمة، والتي تعطي الأولوية لتحقيق الأغراض عن طريق الترجمة بدلا من إعطاء الأولوية للتكافؤ.
التغير الثقافي كان لايزال يمثل خطوة إلى الأمام لتطوير هذا النظام، فقد وضع كل من سوزان بسنت وأندريه لوفيڤر مخططا في مجال الترجمة والتاريخ والثقافة وقُدِّم من خلال التبادل بين دراسات الترجمة ودراسات ومفاهيم أخرى كالدراسات الجنسانية وأكل لحوم البشر ودراسات ما بعد الاستعمار والدراسات الثقافية وغيرها الكثير.
وفي مطلع القرن الواحد والعشرين لعب علم الاجتماع (وولف وفوكاري) والتأريخ (بيم) دوراًترابطياً، كما تم أيضاً إدخال العولمة (كرونين) إلى دراسات الترجمة واستخدام التقنيات الحديثة فيها (أوهاغن).
في العقود التالية أصبح نمو دراسات الترجمة مرئياً وواضحاً بعدة طرق، أولها النمو الذي تزامن مع نمو المدارس ومقررات الترجمة على المستوى الجامعي، وقد كشفت دراسة أجريت عام 1995م على 60 دولة أنه يوجد 250 معهداً يقدم دورات على المستوى الجامعي عن الترجمة التحريرية أو الترجمة الشفوية، وفي عام 2013 سردت قاعدة البيانات نفسها 501 معهداً لتدريب المترجمين، بالتالي شهدت مؤتمرات الترجمة وترجمة المجلات والمنشورات المتعلقة بالترجمة تطوراً ونمواً ملحوظاً، كما أدى بروز الترجمة أيضاً إلى تطوير الجمعيات الوطنية والدولية لدراسات الترجمة.

### التوقعات المستقبلية وتأسيسها
ذكر أنواع مختلفة من النماذج هي أحد المصادر المحتملة للصراع حول التخصص.
في بداية عام،1999 وضحت الفجوة المفاهيمية بين النهج اللاجوهري والنهج التجريبي في نقاش منتدى Vic حول تدريب المترجمين التحريريين والفوريين: اتجاهات جديدة للألفية. المحاورون روزماري اروجو وأندرو شيسترمان طالبوا وبشكل صريح بـ أساسيات مشتركة عامة لكلا النهجين.
أحرز الجمع بين عدة تخصصات على إيجاد نماذج جديدة محتملة، إذ إن معظم النظريات المتقدمة تطورت بسبب الاتصال مع تخصصات أخرى مثل علم اللغة والأدب المقارن والدراسات الثقافية والفلسفة وعلم الاجتماع والتاريخ. وفي نفس الوقت احدث الجمع بين عدة تخصصات على تفكك دراسات الترجمة كتخصص مستقل.
ظهر المصدر الثاني للصراع من الانتهاك بين النظرية والممارسة. كما إن الفرضيات من دراسات سابقة تعطي مجالا للتوصيف والتنظير، ويرى المتخصصين قلة انطباق هذه الدراسات. وفي نفس الوقت، تقلل من تقييم البحوث الجامعية إذا كان هناك أي أهمية لممارسة الترجمة.

## النظريات والنماذج

### الترجمة الثقافية
يعتبر هذا المجال أحد المجالات الجديدة في مجال دراسات الترجمة. الترجمة الثقافية هي مفهوم يستخدم في الدراسات الثقافية للإشارة على عملية التحويل سواء كانت لغوية أو غير ذلك في ثقافة معينة. وهو أيضا مفهوم يستخدم الترجمة اللغوية كأداة أو استعارة في تحليل طبيعة التحويل وتبادل الثقافات.

### الأخلاقيات
في العقد الماضي، ازداد الاهتمام بين أصحاب النظريات والممارسين حول قضية الأخلاقيات بشكل واضح نتيجة لعدة أسباب. وقد نوقش العديد من المنشورات لأنطوان برمان ولورنس فينوتي التي تختلف في بعض الجوانب ولكنها وافقت على فكرة التأكيد على الاختلافات بين اللغة التي ستترجم (المصدر) واللغة التي سيترجم إليها (الهدف) والثقافة عند الترجمة. واهتما كلاهما فيما يتعلق بكيفية رؤية «الثقافة الأخرى [...] يمكنها أن تقدم أفضل محافظة على [...] ذلك الاختلاف» ولمزيد من الدراسات الحديثة، فقد طبق العلماء العمل الفلسفي لايمانويل ليفيناس على الأخلاقيات والذاتية حول هذه المسألة. كما أن العديد من منشوراته قد تمت ترجمتها بطرق مختلفة، فتم التوصل لعدة استنتاجات مختلفة حول مفهومه لمسؤوليته الأخلاقية من هذه المنشورات. البعض قد يفترض إن فكرة الترجمة نفسها من الممكن ان تكون هي المشكوك فيها أخلاقيا، بينما البعض الأخر توصل إلى إنها دعوة للنظر في العلاقة بين المؤلف أو النص بالمترجم على إنها شخصية أكثر مما يجعلها عملية متساوية ومتبادلة. وبالتوازي مع هذه الدراسات فقد ازداد الاعتراف بالمسؤولية العامة للمترجم. وينظر للكثير من المترجمين الفوريين والتحريريين كمشاركين نشطيين في الصراعات الجغرافية السياسية. الأمر الذي يزيد التساؤل حول كيفية استقلال تصرفاتهم الأخلاقية من هويتهم وحكمهم. وهذا يؤدي إلى استنتاج انه لا يمكن اعتبار الترجمة الفورية والتحريرية وسيلة عملية لنقل اللغة فقط، ولكن أيضا كأنشطة اجتماعية وسياسية موجهه.
هناك اتفاق عام بشأن الحاجة إلى قواعد الممارسة الأخلاقية وذلك بالتزويد ببعض المبادئ التوجيهية للحد من الشكوك وتحسين المهارات المهنية، كما ورد في تخصصات أخرى (مثل: الأخلاق الطبية العسكرية أو الأخلاق القانونية). وبالرغم من ذلك، لا يزال هناك فهم غير واضح لمفهوم الأخلاقيات في هذا المجال، والآراء حول مظهر معين من تلك القواعد قد تختلف اختلافا كبيراً.
يصر أنطوان برمان على ضرورة تعريف مشروع الترجمة لكل عمل مترجم: يجب على المترجم أن يتمسك بمشروعه الخاص، وهذا يجب ان يكون المقياس الوحيد للدقة والإخلاص عند القيام بالترجمة.